# Гаљано (Ређо ди Калабрија)
Гаљано (итал. Gagliano) је насеље у Италији у округу Ређо ди Калабрија, региону Калабрија.
Према процени из 2011. у насељу је живело 264 становника. Насеље се налази на надморској висини од 141 м.